# De l'autre côté du vent
Pour plus de détails, voir Fiche technique et Distribution.
De l'autre côté du vent (The Other Side of The Wind) est un film inachevé d'Orson Welles (1970-1976). Le projet est finalement repris par Peter Bogdanovich et un montage sort en 2018 dans des festivals, puis sur Netflix.

## Synopsis
Un vieux réalisateur, J.J. Hannaford, mélange de John Ford et d'Ernest Hemingway fait son retour à Hollywood après plusieurs années d'exil en Europe. Il est en train de finir un nouveau film avec lequel il veut mettre au défi, sur le terrain, « toute la palette du jeune cinéma américain, depuis les cinéphiles mélancoliques jusqu'à Andy Warhol ». Une fête est organisée en son honneur dans son ranch par tout le gratin hollywoodien à l'occasion de son soixante-dixième anniversaire. Cette soirée se terminera par la mort du réalisateur au volant de la voiture de sport qu'il voulait offrir à son acteur favori, sans que l'on sache s'il s'agit d'un accident ou d'un suicide.

## Fiche technique
- Titre : De l'autre côté du vent
- Titre original : The Other Side of the Wind
- Scénario : Orson Welles, Oja Kodar
- Photographie : Gary Graver assisté de Michaël Stringer et Michaël Ferris
- Montage : Orson Welles et Bob Murawski
- Musique : Michel Legrand
- Production : Iran-France ; Dominique Antoine, Les Films de l'Astrophore (Paris), SACI (Téhéran), Andrés Vicente Gómez, Frank Marshall, Filip Jan Rymsza (Royal Road Entertainment), Jens Koetner Kaul
- Société de distribution : Netflix
- Pays d'origine :  États-Unis
- Langue originale : anglais
- Format : couleur — 1,37:1 — son mono
- Genres : drame
- Durée : 122 minutes
- Dates de sortie[1] :
  - Italie : 31 août 2018 (Mostra de Venise)[2]
  - États-Unis : 1er septembre 2018 (Festival du film de Telluride)[3]
  - France : 16 octobre 2018 (Festival Lumière à Lyon)[4],[5]
  - Sortie mondiale : 2 novembre 2018 (Netflix)

## Distribution
- John Huston : Jake Hannaford
- Peter Bogdanovich : Brooks Otterlake
- Norman Foster : Billy Boyle
- Howard Grossman : Charles Higgam
- Oja Kodar : l'actrice
- Geoffrey Land : Max David
- Lilli Palmer : Zarah Valeska
- Joseph McBride : Marvin Pister
- Cathy Lucas : Mavis Henscher
- Mercedes McCambridge : Maggie Noonan
- Cameron Mitchell : Zimmer
- Bob Random : John Dale
- Benny Rubin : Abe Vogel
- Susan Strasberg : Juliette Rich
- Tonio Selwart : le baron
- Edmond O'Brien : Pat Mullins
- Paul Stewart : Matt Costello
- Gregory Sierra : Jack Simon
- Dan Tobin : Dr. Bradley Pease Burroughs
- Stéphane Audran : Stéphane

## Autour du film
- Oja Kodar, la dernière compagne d'Orson Welles, raconte dans le livre The Other Side of The Wind (Éditions des Cahiers du cinéma / Festival international de Locarno, 2005) que l'histoire du film vient de la mise en commun de deux histoires inventées respectivement par elle et Welles. Welles aurait eu l'idée du personnage d'Hannaford par le biais du travail de son ami Bogdanovich qui, avant de devenir réalisateur lui-même, avait interviewé de nombreux vieux réalisateurs mis sur la touche par le système.
- Le film ne serait pas sorti, selon la version de Welles, par la faute de son associé iranien, beau-frère du Shah, Mehdi Bousheri  qui aurait bloqué le négatif pendant plusieurs années[6].
- Le film a été tourné aux États-Unis à Los Angeles, Phoenix, Carefree, et dans le Connecticut, mais également en Espagne et à Orvilliers en France.
- De l'autre côté du vent se présente, non comme un seul film, mais comme « deux films qui se développent en parallèle, parfois presque simultanément. Le premier, dont on suppose qu'il a été préparé avec du matériel cinématographique, photographique et sonore pendant les dernières heures de la vie d'un homme (...) est le documentaire du dernier jour de la vie d'Hannaford. On voit le second, le vrai film réalisé par Hannaford, celui qu'il était en train de faire avant de mourir, au cours du déroulement du premier. Ce film est projeté pour les invités de Hannaford, dans la salle de projection privée de son ranch. Ceux qui voient le film sont les personnages du premier film »[réf. souhaitée].
- Orson Welles a fait diffuser deux séquences de ce film lors de la cérémonie organisée en son honneur pour la remise du « Life Achievement Award » à l'American Film Institute, le 9 février 1975 notamment celle, ironique et en relation directe avec sa propre expérience à Hollywood, dans laquelle on voit, dans une salle de projection, un assistant d'Hannaford tenter vainement d'expliquer à un producteur d'Hollywood, dubitatif, une séquence non montée du film[réf. souhaitée] .
- Après avoir débloqué les nombreux problèmes liés aux ayants droit, Peter Bogdanovich s'est mis à la tâche pour tenter de finir le montage du film, comme Welles le lui aurait demandé[7], Bogdanovich allant même jusqu'à spéculer, dans un entretien accordé au magazine Variety en 2009, une sortie du film prévue en mai 2010 pour le Festival de Cannes[8]. Peu après son achèvement, il est ajouté au catalogue de Netflix, qui a annoncé en 2018 une sortie en salles[9]. Le 30 août 2018, Netflix dévoile la bande-annonce du film, décrit comme "un événement cinématographique en gestation depuis 40 ans"[10].
- Plusieurs détails du film se réfèrent, explicitement, à Hemingway, notamment, la date anniversaire de son suicide, le 2 juillet, qui correspond, dans le film, à celle de l'anniversaire d'Hannaford et de sa mort, le suicide de son père ainsi que l'épisode où, pour ses soixante ans, Hemingway tira à la carabine sur la cigarette que son ami torero Antonio Ordóñez tenait dans sa bouche. Enfin, Hannaford a le même prénom que le personnage du roman Le soleil se lève aussi.

## Welles à propos du film
- « Je n'arrivais pas à dormir et, tout d'un coup, j'ai pensé : "j'ai une histoire sur un vieux metteur en scène, ça fait des années que j'y travaille. Et je suis fou de ne pas la faire tout de suite, avant quoi que ce soit d'autre." Parce que ce que tu m'as raconté a dû toucher un point sensible. Mon personnage, Jake Hannaford, est un macho, un de ces hommes au torse velu. Plusieurs voix raconteront l'histoire. On entendra des conversations enregistrées, sous forme d'interviews, on verra des scènes très diverses qui se déroulent simultanément... Il y aura des gens qui écrivent un livre sur lui, plusieurs livres. Des documentaires... Des photos, des films, des bandes sonores. Plein de témoignages... Le film sera un assemblage de tout ce matériau brut. Pense au montage, quel défi, et comme ce sera amusant (...) J'y ai travaillé si longtemps... des années. Si j'étais un romancier du XIXe siècle, j'aurais écrit un roman en trois volumes. Je sais tout ce qu'il est arrivé à cet homme. Et à sa famille, d'où il vient, tout. Beaucoup plus que je ne pourrai jamais en mettre dans un film. Sa famille, qui rivalisait avec les Kennedy et les Kelly pour sortir du ghetto doré irlandais. J'aime cet homme et je le hais tout à la fois.» (Orson Welles à Peter Bogdanovich).